# 1962年のル・マン24時間レース

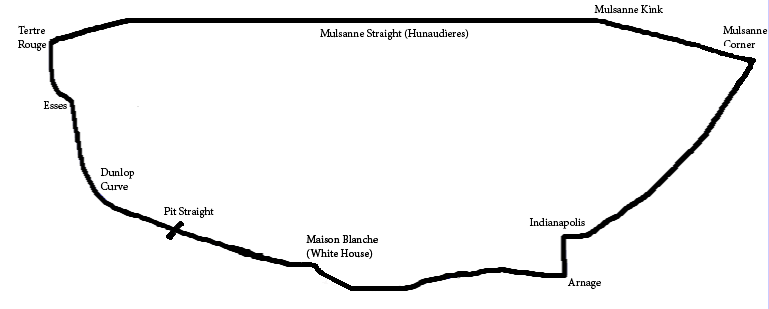
1962年のコース

1962年のル・マン24時間レース（24 Heures du Mans 1962 ）は、30回目のル・マン24時間レースであり、1962年6月23日から6月24日にかけてフランスのサルト・サーキットで行われた。

## 概要
この時代はフェラーリが強く、この年プライベーターも合わせ15台も出走した。
ロータスはFJマシンロータス・22を改造してグループ4に合致させた2席スポーツカー、ロータス・23を新たに持ち込んだ。エンジンをミッドシップマウント、繊維強化プラスチック製ボディカウルを採用するなど戦闘力が高かったが、47号車と48号車の2台について、当初最低地上高が少ないという理由で不合格になった。改善して持って行くと次はホイールボルトが前4本止め後6本止めで前後ホイールのボルト数が違うという理由で不合格にされた。急遽航空便を使って部品を取り寄せ、後輪4本止めにして持って行くと今度は4本止めは安全確保が充分でないという理由で不合格になった。最終的には「ロータス23はル・マン24時間レースの精神に反する」などという曖昧な議論が行なわれた。わけのわからぬ事態の連続でコーリン・チャップマンは激怒して決勝には出場せず、自身の運転により1955年のル・マン24時間レースにロータス・マーク6またはロータス・マーク9の48号車で参加して以来連続出場を続けていたチーム・ロータスは以後のル・マン24時間レース参加を一切取りやめた。フランス西部自動車クラブ車検係の信用は失墜、「性能指数部門でフランス車を有利にするため故意にロータスを不合格にした」として告訴された。

## 決勝
出走は55台。

## 結果
完走は18台。
オリヴィエ・ジャンドビアン/フィル・ヒル組のフェラーリ・330LMの6号車が24時間で4451.255kmを平均速度185.469km/hで走って優勝した。
性能指数の1位はパナール・ルヴァッソールのSERA-CDディナクーペ、53号車が取得した。
| 順位 | クラス  | 号車 | チーム                    | ドライバー                                        | シャシ                                     | エンジン                                             | 周回数 |
| ---- | ------- | ---- | ------------------------- | ------------------------------------------------- | ------------------------------------------ | ---------------------------------------------------- | ------ |
| 1    | E +3.0  | 6    | スクーデリア・フェラーリ  | - オリヴィエ・ジャンドビアン - フィル・ヒル       | フェラーリ・330LM                          | フェラーリ・3,960ccV型12気筒                         | 331    |
| 2    | GT 3.0  | 19   | ピエール・ノブレ          | - ピエール・ノブレ - ジャン・ギシェ               | フェラーリ・250GTO                         | フェラーリ・2,953cc60度V型12気筒                     | 326    |
| 3    | GT 3.0  | 22   | Equipe Nationale Belge    | - レオン・デルニエ - Jean Blaton                  | フェラーリ・250GTO                         | フェラーリ・2,953cc60度V型12気筒                     | 314    |
| 4    | GT +3.0 | 10   | ブリッグス・カニンガム    | - ブリッグス・カニンガム - ロイ・サルヴァドーリ   | ジャガー・Eタイプ FHC                      | ジャガー・XK6型3,781cc直列6気筒                      | 310    |
| 5    | GT +3.0 | 9    | P.J. Sargent              | - Peter Sargent - Peter Lumsden                   | ジャガー・Eタイプライトウェイトクーペ      | ジャガー・XK6型3,781cc直列6気筒                      | 310    |
| 6    | E 3.0   | 17   | NART                      | - ボブ・グロスマン - グレン・ロバーツ             | フェラーリ・250GTO                         | フェラーリ・2,953cc60度V型12気筒                     | 297    |
| 7    | GT 1.6  | 34   | ポルシェ                  | - エドガー・バルト - ハンス・ヘルマン             | ポルシェ・356Bアバルト                     | ポルシェ・1.6リットル水平対向4気筒                   | 287    |
| 8    | GT 1.3  | 44   | チーム・ロータス          | - デヴィッド・ホブス - フランク・ガードナー       | ロータス・エリートMk14                     | コヴェントリー・クライマックス・1.2リットル直列4気筒 | 286    |
| 9    | GT 3.0  | 21   | スクーデリア・フェラーリ  | - エド・ヒューガス - ジョージ・リード             | フェラーリ・250GTベルリネッタSWBベルトーネ | フェラーリ・2,953cc60度V型12気筒                     | 281    |
| 10   | GT 1.3  | 39   | Scuderia St. Ambroeus     | - Giancarlo Sala - Marcello de Luca di Lizzano    | アルファロメオ・ジュリエッタザガートSVZ    | アルファロメオ・1.3リットル直列4気筒                 | 281    |
| 11   | GT 1.3  | 45   | チーム・ロータス          | - クライヴ・ハント - ジョン・ウィリー             | ロータス・エリートMk14                     | コヴェントリー・クライマックス・1.2リットル直列4気筒 | 278    |
| 12   | GT 1.6  | 35   | Auguste Veuillet          | - ロベール・ブシェ - ハインツ・シラー             | ポルシェ・356Bアバルト                     | ポルシェ・1.6リットル水平対向4気筒                   | 272    |
| 13   | GT 2.0  | 29   | モーガン                  | - クリス・J.・ローレンス - リシャール・シェパード | モーガン・+4                               | トライアンフ・2.0リットル直列4気筒                   | 270    |
| 14   | E 1.3   | 43   | Equipe Nationale Belge    | - クロード・デュボワ - ジョルジュ・ハリス         | アバルト-シムカ・1300ビアルベロ            | シムカ・1.3リットル直列4気筒                         | 268    |
| 15   | GT 1.6  | 32   | サンビームタルボット      | - Peter Harper - Peter Procter                    | サンビーム・アルパイン                     | サンビーム・1.6リットル直列4気筒                     | 268    |
| 16   | E 850   | 53   | パナール & ルヴァッソール | - André Guilhaudin - Alain Bertaut                | SERA-CD・ディナクーペ                      | パナール・0.7リットル水平対向2気筒                   | 255    |
| 17   | E 1.15  | 46   | オトモビル・ルネ・ボネ    | - ベルナール・コンスタン - ジョセ・ロジンスキー   | ルネ・ボネ・ジェット                       | ルノー・1.0リットル直列4気筒                         | 255    |
| 18   | E 850   | 50   | Sオトモビル・ルネ・ボネ   | - ポール・アルマニャック - ジェラール・ローホー   | ルネ・ボネ・ジェットIIスパイダー           | ルノー・0.7リットル直列4気筒                         | 253    |